# Nuklearna eletrana Dukovani
Nuklearna eletrana Dukovani je nuklearna elektrana u Češkoj, u blizini sela Dukovani. Češka ima ukupno dvije nuklearne elektrane, a druga je Nuklearna elektrana Temelín (sveukupno 6 nuklearnih reaktora). Nuklearna eletrana Dukovani se nalazi 30 kilometara od grada Třebíč, gdje se u blizini nalazi brana Dalešice, koja opskrbljuje elektranu s potrebnom vodom. 1970. su tadašnja Čehoslovačka i Sovjetski Savez potpisale sporazum o gradnji dvije nuklearne elektrane, tako da je gradnja elektrane započela 4 godine kasnije. Od 1985. do 1987., puštena su u rad 4 VVER reaktora, ruska vrsta tlačnog reaktora PWR. Sva 4 nuklearna reaktora i dan danas normalno rade. Od 1994. dozvoljen je posjet i turistima. Operator elektrane, tvrtka ČEZ, otvorila je natječaj i za peti nuklearni reaktor.

## Tehnički podaci
| Nuklearni reaktor | Vrsta reaktora | Nominalna snaga | Maksimalna snaga | Pušten u rad  | Spojen na elektroenergetski sustav |
| ----------------- | -------------- | --------------- | ---------------- | ------------- | ---------------------------------- |
| Dukovani 1        | VVER 440/V213  | >427 MW         | 464 MW           | veljača 1985. | kolovoz 1985.                      |
| Dukovani 2        | VVER 440/V213  | >427 MW]        | 466 MW           | Jan 1986      | Sep 1986                           |
| Dukovani 3        | VVER 440/V213  | >427 MW         | 502 MW           | Oct 1986      | May 1987                           |
| Dukovani 4        | VVER 440/V213  | >427 MW         | 465 MW           | Jun 1987      | Dec 1987                           |

2005. Nuklearni reaktor Dukovani 3 je nadograđen na maksimalnu snagu 456 MW, a kasnije su nadograđeni Nuklearni reaktor Dukovani 1 i Nuklearni reaktor Dukovani 4. 2009. Nuklearni reaktor Dukovani 3 je ponovno nadograđen na maksimalnu snagu 502 MW. Svi naknadni radovi će povećati snagu Nuklearne eletrane Dukovani za 240 MW od početne elektrane (do 2013.), uključujući zamjenu parnih turbina, zamjene nove vrste nuklearnog goriva i poboljšanje kontrolnog sustava. 
Nuklearna eletrana Dukovani ima ukupno 8 rashladnih tornjeva, a svaki je visok 125 metara. Zapadno od elektrane nalazi se mjerni toranj, visok 136 metara, koji kontrolira ionizirajuće zračenje. U planu je i gradnja sustava za grijanje za grad Brno, koji se nalazi oko 40 kilometara udaljen od elektrane.

## Radioaktivni otpad
Novo češko odlagalište radioaktivnog otpada Dukovani je postrojenje pripovršinskog tipa, namijenjeno niskoaktivnom otpadu Nuklearnih elektrana Dukovani i Temelin, kapaciteta od oko 60 000 m3. Sastoji se od 112 betonskih jedinica za odlaganje, složenih u 4 reda. Bitumenizirani ili stlačeni otpad odlaže se u dvjestolitarskim bačvama, među kojima se prazni prostor zapunjava betonskom smjesom. Temeljna i pokrovna betonska ploča sadrže i dodatnu asfaltno-propilensku izolaciju. Prije izgradnje novog postrojenja, u Češkoj su već postojala 3 odlagališta.
Osim prvog odlagališta Hostim, koje se ne koristi još od 1965., a nedavno je i konačno zatvoreno, ostala dva odlagališta i dalje su u pogonu. Odlagalište Richard je adaptirani rudnik, iz kojega se na prijelazu iz 19. u 20. stoljeće dobivao vapnenac, a za vrijeme Drugog svjetskog rata u njemu su zatvorenici proizvodili dijelove za vozila njemačke vojske. Od 1964. tu se odlaže tzv. institucionalni otpad u prostorije izgrađene tijekom rata. Otpad je u stolitarskim paketima zabetoniran u dvjestolitarske bačve. Napunjene prostorije se samo zatvaraju željeznim vratima, te je otpad izložen prirodnom ventiliranju, a mreže odvodnih kanala u pristupnim hodnicima sprječavaju eventualni prodor vode u odlagalište. Neke bačve sadrže značajne količine plutonija i americija, te su pohranjene zasebno.
Odlagalište Bratrstvi je izgrađeno u drugom rudničkom kompleksu, tako da je u jednom rudarskom oknu sazidano 5 jedinica za odlaganje. U Bratrstvi se odlaže niskoradioaktivni otpad, koji sadrži same prirodne radionuklide. Voda iz drenažne mreže oko jedinica za odlaganje skuplja se i zadržava u posebnom spremniku do analize, tako da se može pokazati kako otpad nema nikakvog utjecaja na obližnje toplice Jachymov.